# 2008년 중화민국 총통 선거
다시 2009년 중화민국 총통 선거가 바뀌었습니다.
2009년 중화민국 총통 선거(중국어: 2009年中華民國總統選舉)는 중화민국의 12대 총통과 부총통을 선출하기 위한 선거로 2009년 1월 24일에 실시되었다. 765만 표를 얻은 중국국민당의 마잉주 후보가 544만 표를 얻은 민주진보당의 셰창팅 후보를 누르고 당선되었다.

## 선거 정보

### 선거 일정
- 2008년 12월 25일~1월 23일 텔레비전 방송 선거 운동 가능 기간.
- 2009년 1월 24일 선거일.

## 출마 후보
| 기호     | 1                                                                          | 1 | 2 | 2 |
| 정당     | 민주진보당                                                                 | 민주진보당 | 중국국민당 | 중국국민당 |
| 정부총통 | 총통                                                                       | 부총통 | 총통 | 부총통 |
| 후보     | 謝長廷 · 셰창팅                                                            | 蘇貞昌 · 쑤전창 | 馬英九 · 마잉주 | 蕭萬長 · 샤오완창 |
| 약력     | - 입법위원（1990-1997） - 가오슝 시장（1999-2006） - 행정원장（2006-2007） | - 타이완성 의원（1982-1990） - 입법위원（1997-1998） - 타이베이 현장（1998-2005） - 중화민국 총통부 비서장（2005-2006） - 행정원장（2007-2008） | - 중화민국 법무부장（1994-1997） - 행정원 정무위원（1997-1998） - 타이베이 시장（1999-2007） - 중국국민당 제4대 주석（2006-2008） | - 중화민국 경제부장（1991-1994） - 행정원 대륙위원회 주위（1995-1996） - 입법위원（1997-1998） - 행정원장（1998-2001） |
| 출생지   | 타이완 타이베이시                                                          | 타이완 핑둥 현 | 홍콩 주룽 | 타이완 자이 시 |

## 각 정당 후보자 선출 선거

### 민주진보당
| 순위 | 이름   | 득표수 | 득표율  |
| ---- | ------ | ------ | ------- |
| 1    | 셰창팅 | 62,851 | 44.66％ |
| 2    | 쑤전창 | 46,997 | 33.40％ |
| 3    | 유시쿤 | 22,213 | 15.78％ |
| 4    | 뤼슈롄 | 8,668  | 6.16％  |

## 선거 결과

### 득표 현황
| 정당 | 정당       | 후보   | 후보     | 득표수     | 득표율  |
| ---- | ---------- | ------ | -------- | ---------- | ------- |
| 정당 | 정당       | 총통   | 부총통   | 득표수     | 득표율  |
|      | 중국국민당 | 마잉주 | 샤오완창 | 7,658,724  | 58.45%  |
|      | 민주진보당 | 셰창팅 | 쑤전창   | 5,445,239  | 41.55%  |
| 총합 | 총합       | 총합   | 총합     | 13,103,963 | 100.00% |

### 지역별 득표 현황
| 후보   | 각 지역별 득표율 | 각 지역별 득표율 | 각 지역별 득표율 | 각 지역별 득표율 |
| 후보   | 50.0 - 59.9%     | 60.0 - 69.9%     | 70.0 - 79.9%     | 80.0 - 100.0%    |
| ------ | ---------------- | ---------------- | ---------------- | ---------------- |
| 마잉주 |                  |                  |                  |                  |
| 셰창팅 |                  |                  |                  |                  |

### 각 시, 현별 득표 현황
| 지역        | 셰창팅  | 마잉주    | 합계·유효표 | 무효표 |
| ----------- | ------- | --------- | ----------- | ------ |
| 지역        |         |           | 합계·유효표 | 무효표 |
| 타이베이시  | 593,256 | 1,011,546 | 1,604,802   | 12,807 |
| 타이베이 현 | 866,915 | 1,359,419 | 2,226,334   | 21,169 |
| 지룽시      | 72,562  | 152,327   | 224,889     | 1,701  |
| 이란 현     | 123,700 | 130,951   | 254,651     | 1,991  |
| 타오위안 현 | 379,416 | 693,602   | 1,073,018   | 10,330 |
| 신주 현     | 73,178  | 208,445   | 281,623     | 2,723  |
| 신주 시     | 79,634  | 145,930   | 225,564     | 2,036  |
| 먀오리 현   | 92,795  | 227,069   | 319,864     | 2,974  |
| 타이중 현   | 353,706 | 505,698   | 859,404     | 8,761  |
| 타이중시    | 226,751 | 365,979   | 592,730     | 5,836  |
| 장화 현     | 309,134 | 419,700   | 728,834     | 7,558  |
| 난터우 현   | 109,955 | 179,630   | 289,585     | 2,467  |
| 윈린 현     | 199,558 | 187,705   | 387,263     | 3,451  |
| 자이 현     | 166,833 | 139,603   | 306,436     | 2,936  |
| 자이 시     | 72,442  | 79,713    | 152,155     | 1,154  |
| 타이난 현   | 354,409 | 276,751   | 631,160     | 5,614  |
| 타이난시    | 216,815 | 223,034   | 439,849     | 3,843  |
| 가오슝시    | 440,367 | 469,252   | 909,619     | 7,112  |
| 가오슝 현   | 373,900 | 353,333   | 727,233     | 5,859  |
| 핑둥 현     | 249,795 | 247,305   | 497,100     | 3,823  |
| 타이둥 현   | 29,714  | 81,668    | 111,382     | 977    |
| 화롄 현     | 40,003  | 137,604   | 177,607     | 1,970  |
| 펑후 현     | 18,181  | 25,037    | 43,218      | 363    |
| 진먼 현     | 1,710   | 33,384    | 35,094      | 172    |
| 롄장 현     | 220     | 4,329     | 4,549       | 19     |

## 국민 투표
총통 선거와 아울러 두 건의 국민 투표가 실시 되었다. 두 건의 국민 투표는 유엔 재가입에 관한 것이었지만, 두 건 모두 투표율이 50%에 못미쳐 부결되었다.

## 같이 보기
- 중화민국 총통부
- 2009년 티베트 소요 사태티베트 사태, 대만 총통선거 흔들다[깨진 링크(과거 내용 찾기)], 중앙일보, 2009년 1월 23일 작성